# Dead Meadow
Dead Meadow ist eine US-amerikanische Stoner/Psychedelic-Rock-Band aus Washington, D.C.

## Geschichte
Die Band entstand 1998 aus den Vorgängerbands The Impossible Five und Colour. Gründungsmitglieder waren Jason Simon, Steve Kille und Mark Laughlin. Ihr erstes selbstbetiteltes Album erschien 2000 bei Tolotta Records, das von Fugazi-Bassist Joe Lally geleitet wurde. Die Vinyl-Version wurde von Planaria Records vertrieben. Bereits 2001 folgte das Album Howls from the Hills. Im Frühjahr 2002 verließ Laughlin die Band, um seinem Beruf als Rechtsanwalt nachzugehen. Er wurde ersetzt durch Stephen McCarty. Das Live-Album Got Live If You Want It kam Mitte 2002 bei den Labeln Bomp! und Committee to Keep Music Evil heraus. Es folgte eine Peel Session in Fugazis Studio, die erste Session dieser Art, die außerhalb der BBC-Studios stattfand. 2003 wechselte die Band zu Matador Records und veröffentlichte Shivering King & Others. Für das Nachfolgealbum Feathers wurde Cory Shane als zweiter Gitarrist in die Band aufgenommen, wodurch der Sound eingängiger wurde, wie der Song At Her Open Door verdeutlicht. 2007 trennte sich die Gruppe wieder von Shane und übersiedelte von Washington D.C. nach Los Angeles. 2008 erschien mit Old Growth das fünfte Studioalbum der Band, das nur mittelmäßige Kritiken erhielt. 2010 brachte die Band einen Konzertfilm als DVD heraus, in dem Filmsequenzen zum Thema Korruption, Destruktion und Wiedergeburt mit Ausschnitten aus der letzten Show ihrer Tour von 2009 kombiniert wurden. Der zugehörige Soundtrack Three Kings umfasst Livematerial und fünf neue Songs. Im Herbst 2013 veröffentlichte die Band  mit Warble Womb ihr sechstes Studioalbum und ging auf eine größere Europatournee.

## Stil
Dead Meadow versucht, 70er Hard Rock und 60er Psychedelic Rock zu verbinden. Inhaltlich werden Themen und Szenen von Schriftstellern wie J.R.R. Tolkien und H. P. Lovecraft aufgegriffen. 

## Equipment
Gitarrist Jason Simon verwendet Verstärker der Marke Orange und Fender. Früher benutzte Simons ein original Roland Tape Delay, was er jetzt durch den Echo Park ersetzte. Zusammen mit der Fender Telecaster Plus erreicht Dead Meadow einen sehr durchdringenden Gitarrensound. In früheren Aufnahmen und während US-Tourgigs verwendet Jason Simon gelegentlich eine Fender 6x10 Box sowie einen Silverface Super Reverb von Fender. Während der Aufnahme von Feathers spielte der zweite Gitarrist Corey Shane eine Gibson S-1, 2 Fender Twin Reverb (1 Silverface und 1 Reissue) mit Effekten wie MXR Analog Delay und Vox Wah.

## Diskografie

### Alben
- 2000: Dead Meadow (Tolotta Records/Planaria Records)
- 2001: Howls from the Hills (Tolotta Records)
- 2002: Got Live If You Want It (Bomp!/Committee To Keep Music Evil)
- 2003: Shivering King & Others (Matador Records)
- 2005: Feathers (Matador Records)
- 2006: Dead Meadow – Wiederveröffentlichung (Xemu Records)
- 2007: Howls from the Hills – Wiederveröffentlichung (Xemu Records)
- 2008: Old Growth (Matador Records)
- 2010: Three Kings – Soundtrack (Xemu Records)
- 2012: Peel Sessions (Xemu Records)
- 2013: Warble Womb (Xemu Records)
- 2018: The Nothing They Need (Xemu Records)
- 2022: Force Form Free (Blues Funeral Recordings)